# Joseph Waugh
Joseph Alexander "Joe" Waugh (nascido em 28 de julho de 1952) é um ex-ciclista britânico que competiu de duas edições dos Jogos Olímpicos: Montreal 1976 e Moscou 1980.